# Keyらじ
『Keyらじ』は、日本のパソコンゲーム制作会社ビジュアルアーツ、及び同社のゲームブランドKeyが放送していたインターネットラジオ番組。

## パーソナリティ
- 折戸伸治（Keyスタッフ、音楽担当。番組内では「オリト」と呼称。）
- 樋上いたる（Keyスタッフ、原画担当。）
- ちろ（ビジュアルアーツのボーイズラブ系ゲームブランド『pekoe』に在籍。）

## 番組概要
- 2007年12月13日に配信開始。以降約1ヵ月に1回のペースで配信されている。2010年8月30日にネット配信という形態での放送は終了した。

- 第1回配信時のサーバーダウントラブル以降、メインサーバーの他にミラーサイトを設けている。最近ではYouTubeにもKeyらじの動画を投稿している。

## コーナー
おたより紹介のコーナー
いわゆるふつおた。
キーワードトーク
リスナーが投稿したキーワードや、携帯電話の予測変換を利用した単語を元にフリートークする。
Keyらじテーマソングを作ろう
リスナーから歌詞の中に取り入れるキーワード（単語）を募集して、テーマソングの歌詞を完成させる。作曲はオリトが担当。
JFKオリトのこれウマイやん
JFK(ジャンクフードキング)であるオリトがジャンクフードを紹介する。リスナーからも情報を募集する。
俺のスーパーレシピを食べてみろ
リスナーから、即席で簡単に作れて、なおかつ案外うまいじゃん！というレシピを募集して紹介するコーナー
樋上いたるのプチツッコミ
樋上いたるが、日ごろ遭遇した、軽くツッコミをしたくなる様な出来事を語るコーナー
オリトの笛
リスナーからのリクエスト曲をオリトがリコーダーで演奏する。本人は少々苦手のようである。

## 終了したコーナー
出演者へ素朴な疑問
パーソナリティらへの質問コーナー。「謎の人物」ちろの正体を問うたり、Keyそのものに関する質問が多い。
これが私の人生の鍵
投稿コーナー。「自分の人生が変わるきっかけになったもの」を紹介する。第2回でのリスナーからの提案により第3回よりスタートした。
出演者へ一問一答
文字通りのコーナー。パーソナリティらはリトルバスターズ!の棗恭介風（詳しくはこちらを参照 ）に答えるといっているが、今後そうなるかは不明。
Keyらじのキャラクターを作ろう
文字通りのコーナー。毎週お題が出されるのでそれに合った答えをリスナーが投稿し、最終的に出来た設定から樋上いたるがオリジナルキャラクターを作っていくというもの。第7回よりスタートし、Key十周年記念イベント「10th KEY MEMORIAL FES,〜あの日から始まった僕らの時を刻む唄〜」において立ち絵が披露された。その後名前をラジオ内で募集し「きらら」と命名された。
いたるのちょっと良い話のコーナー
第7話で提案。主にホラー系の内容を取り扱うと本人が述べている。それ以外にも樋上いたる的に良いと感じたネタが紹介されるコーナー。

## 放送リスト
| 放送回 | 配信日     | 特記事項                 |
| ------ | ---------- | ------------------------ |
| 第1回  | 2007/12/13 |                          |
| 第2回  | 2007/12/28 |                          |
| 第3回  | 2008/1/22  |                          |
| 第4回  | 2008/2/25  |                          |
| 第5回  | 2008/3/19  | ゲスト：Na-Ga            |
| 第6回  | 2008/4/14  |                          |
| 第7回  | 2008/5/17  |                          |
| 第8回  | 2008/5/26  |                          |
| 第9回  | 2008/6/19  | ゲスト：Lia              |
| 第10回 | 2008/7/11  | ゲスト：麻枝准           |
| 第11回 | 2008/8/8   |                          |
| 第12回 | 2008/9/19  |                          |
| 第13回 | 2008/10/15 | ゲスト：都乃河勇人       |
| 第14回 | 2008/11/21 |                          |
| 第15回 | 2008/12/24 |                          |
| 第16回 | 2009/1/21  |                          |
| 第17回 | 2009/2/13  |                          |
| 第18回 | 2009/3/19  |                          |
| 第19回 | 2009/4/9   |                          |
| 番外編 | 2009/4/22  |                          |
| 第20回 | 2009/5/22  |                          |
| 第21回 | 2009/7/31  |                          |
| 第22回 | 2009/9/24  | 折戸伸治が欠席           |
| 第23回 | 2009/12/4  |                          |
| 第24回 | 2009/12/29 |                          |
| 第25回 | 2010/1/28  | コーナーリニューアル紹介 |
| 第26回 | 2010/2/26  |                          |
| 第27回 | 2010/3/24  |                          |
| 第28回 | 2010/4/26  |                          |
| 第29回 | 2010/6/14  |                          |
| 第30回 | 2010/8/30  |                          |

## エピソード
- 番組内では「Keyらじわー」という挨拶がよく用いられる。
- 第1回放送でのおたよりのコーナーの投稿にて「いやっほーう、鍵っ子最高ー！」というフレーズの書かれた投稿があった。以来このフレーズはKeyのイベントの際に度々叫ばれるようになった。
- 第1回放送では1つのマイクを3人で使用したため音量はかなり小さめであったが、第2回以降は個別にマイクを用意したため音量は改善されている。
- ちろの正体については、第3回においてボーイズラブ系会社のプロデューサーであることが示唆されたが、それ以上のことは依然謎のままである。
- 東京で行われたKey十周年記念イベント「10th KEY MEMORIAL FES,〜あの日から始まった僕らの時を刻む唄〜」において、初のトークライブを行った。また、2009年5月6日には大阪でもトークライブを行い、ここではゲストとしてKeyのシナリオライターの都乃河勇人、そして声優のすずきけいこが出演した。
- また、大阪でのトークライブではガチャガチャによる抽選が行われ「楽屋見学権」や「パーソナリティと焼肉が食べられる権利」、「折戸伸治の肩叩き券」、「ちろと記念撮影」といったネタのような当たりが用意された。
- 第11回でリスナーから『Keyのスタッフの中で一番酒に強いのは誰か？』という投稿があった。それがきっかけで第12回では居酒屋に録音機材を持ち込み、録音した。
- PUSH!!2008年8月号の付録として特別版が収録された。こちらではゲストとしてmanaに所属するシナリオライターの魁が出演した。尚、R-18指定雑誌の付録ということもあり、会話内容が若干大人向けになっている。また、第1回から第15回までを収録した総集編CD『Keyらじ vol.1』にも特別版が収録されており、この回も魁が出演している。